# Perich
Pour les articles homonymes, voir Perich (homonymie) et Escala (homonymie).
Jaume Perich i Escala (Barcelone, 5 novembre 1941 - 1er février 1995 Mataró) est un dessinateur satirique et écrivain espagnol (de Catalogne).

## Biographie
Perich fait partie, avec d'autres intellectuels espagnols des années 1960, de la Gauche divine.
Il est le traducteur en espagnol des séries Astérix, Lieutenant Blueberry, et Achille Talon. En 1964 il a été le rédacteur en chef des éditions Bruguera mais très vite il est apparu comme un dessinateur satírique des plus drôles, et a affirmé sa propre personnalité dans la presse à Barcelone. En 1966, il publie ses premiers dessins satiriques dans des journaux comme Solidaridad Nacional, El Correo Catalán (es), La Vanguardia, Tele / Express, Diario de Barcelona et El Periódico de Catalunya.
Il a acquis une grande popularité avec son livre Autopista, où ont été recueillis aphorismes, jeux de mots et phrases courtes sur la politique, devenu le best-seller de l'année 1974. Il a été membre fondateur du célèbre magazine Hermano Lobo et, plus tard, il a cocréé avec Manuel Vázquez Montalbán l'hebdo satirique Por Favor. Il a également publié son travail dans le magazine satirique El Jueves.
En son honneur a été créé le Prix International d'Humour Gat Perich.